# Max Dungert

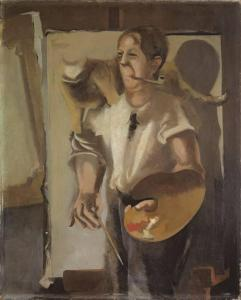
Selbstbildnis vor Staffelei (1925 bis 1930)

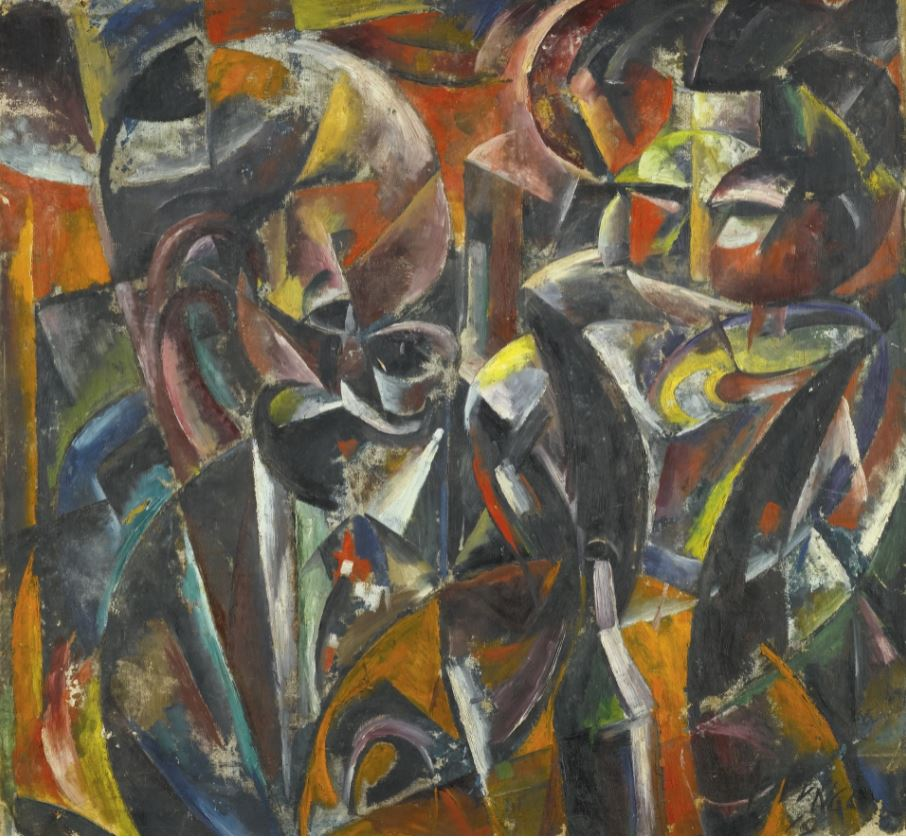
Im Café (1919)

Max Wilhelm Waldemar Dungert (* 3. September 1896 in Magdeburg; † Mai 1945 in Berlin) war ein deutscher Maler und Grafiker.

## Leben
Dungert wurde als Sohn des Polizeiboten Ferdinand Friedrich August Wilhelm Dungert und der Betty Elise Minna geb. Koehler geboren. Er besuchte ab 1910 die Kunstgewerbeschule Magdeburg. Zu seinen Lehrern gehörten Rudolf Bosselt und Adolf Rettelbusch. Er gehörte zu den Mitbegründern der 1919 in Magdeburg ins Leben gerufenen Künstlervereinigung Die Kugel. Er engagierte sich hier neben weiteren Mitgliedern wie Franz Jan Bartels, Bruno Beye, Wilhelm Höpfner, Alfred John und August Bratfisch für eine expressionistische Kunst, die von ihm als Mittel gesehen wurde, die Welt zu verbessern.
1921 ging Dungert nach Berlin und schloss sich dort der Novembergruppe an. Zeitweise ging er mit Bruno Beye eine Ateliergemeinschaft ein. 1925 bis 1928 absolvierte er Studien- und Kuraufenthalte in Italien und Frankreich sowie in Davos in der Schweiz. 1930 gründete Dungert eine private Zeichenschule und trat der internationalen Künstlervereinigung Porza bei.
1944 wurde Dungert zum Kriegsdienst eingezogen. Sein Atelier wurde im Zweiten Weltkrieg zerstört.
Die Stadt Magdeburg benannte ihm zu Ehren eine Straße (Dungertweg).

## Werk
Anfänglich war Dungerts Werk stark vom Kubismus und Expressionismus geprägt. Nach 1920 zeigten seine Arbeiten eine Tendenz zu mehr Realismus. Er schuf Studien, Gemälde, Entwürfe für Architekten, Selbstporträts, Landschaften und Stillleben. Er fertigte auch Porträts von bekannten Künstlern seiner Zeit wie Kurt Weill, Paul Hindemith und Yvette Guilbert.
1937 wurde in der Nazi-Aktion „Entartete Kunst“ sein abstraktes Gemälde Bild I aus dem Kronprinzenpalais der Nationalgalerie Berlin beschlagnahmt. Es wurde dann 1937 in Hamburg auf der Wanderausstellung „Entartete Kunst“ vorgeführt. Sein Verbleib ist ungeklärt. Teile seines Werks sind zerstört, so insbesondere die Glasfenster der Trümpy-Schule, die er 1925 geschaffen hatte. Gemälde von Dungert befinden sich im Besitz der Berlinischen Galerie, des Kulturhistorischen Museums Magdeburg und der Galerie Bodo Niemann Berlin.